# Seventh Star
Seventh Star ist das zwölfte Studioalbum der britischen Heavy-Metal-Band Black Sabbath. Es wurde im Januar 1986 veröffentlicht.

## Entstehung
Das Album sollte ursprünglich kein Black-Sabbath-Album werden. Die Band hatte sich nach dem Tiefpunkt Born Again und der anschließenden desaströsen Tour aufgelöst. Stattdessen sollte es das erste Solo-Album vom Gitarristen Tony Iommi werden. Auf Betreiben des Labels und von Manager Don Arden wurde es als Black Sabbath featuring Tony Iommi veröffentlicht. Der Ex-Deep-Purple-Sänger Glenn Hughes sang auf dem Album, jedoch spielte er nicht Bass, wie er es bei Deep Purple tat. Vor diesem Hintergrund fiel das Songwriting Blues-betonter aus als bei Black Sabbath üblich. Hughes’ Gesang wurde als völlig anders als der Ozzy Osbournes wahrgenommen.
2010 wurde das Album als Doppel-CD wiederveröffentlicht. Die zweite CD enthielt ein Konzert mit Ray Gillen von 1986.

## Rezeption
Eduardo Rivadavia von Allmusic nannte Seventh Star „oft missverstanden und unterbewertet“. Er vergab drei von fünf Sternen.

## Titelliste
Alle Titel wurden von Tony Iommi geschrieben, einige Texte stammen allerdings von Glenn Hughes, Geoff Nicholls und Jeff Glixman.

### Seite eins
1. ‚In for the Kill‘ – 3:48
2. ‚No Stranger to Love‘ – 4:28
3. ‚Turn to Stone‘ – 3:28
4. ‚Sphinx (The Guardian)‘ – 1:12
5. ‚Seventh Star‘ – 5:20

### Seite zwei
1. ‚Danger Zone‘ – 4:23
2. ‚Heart Like a Wheel‘ – 6:35
3. ‚Angry Heart‘ – 3:06
4. ‚In Memory...‘ – 2:35

### Deluxe-Edition 2010, Disc 1, Bonus-Track
1. ‚No Stranger To Love‘ (Single Remix)

### Deluxe-Edition 2010, Disc 2
Aufgenommen im Hammersmith Odeon in London am 2. Juni 1986
1. ‚The Mob Rules‘
2. ‚Danger Zone‘
3. ‚War Pigs‘
4. ‚Seventh Star‘
5. ‚Die Young‘
6. ‚Black Sabbath‘
7. ‚N.I.B.‘
8. ‚Neon Knights‘
9. ‚Paranoid‘